# Esganoso de Castelo de Paiva
L'esganoso de Castelo de Paiva est un cépage blanc du Nord-Ouest du Portugal, région du Vinho verde, qui est autorisé pour l'élaboration d'un vin blanc de qualité. Longtemps cultivé en hautain, il est aujourd'hui conduit sur cruzeta.

## Synonyme
Ce cépage est aussi connu sous les noms d'Esgana Cao, Espaga Cao, Furricoso